# Rudnia, Tỉnh Warmian-Masurian
Rudnia [ˈrudɲa] (German Rohden) là một ngôi làng thuộc khu hành chính của Gmina Zalewo, thuộc hạt Iława, Warmian-Masurian Voivodeship, ở miền bắc Ba Lan. Nó nằm khoảng 6 kilômét (4 mi)   phía nam Zalewo, 23 km (14 mi) phía bắc Iława và 58 km (36 mi) về phía tây của thủ đô khu vực Olsztyn.